# Alessandro Puttinati

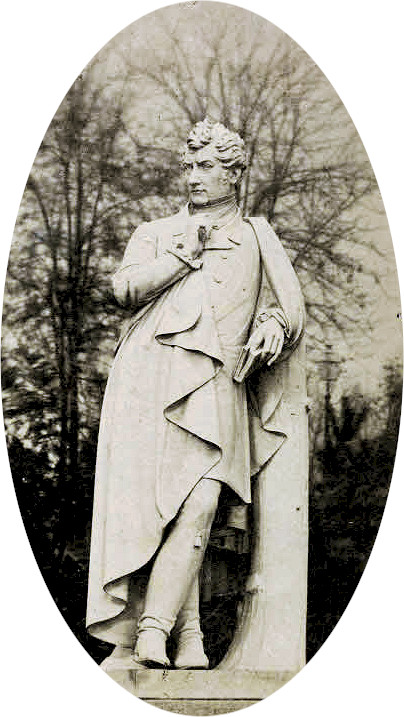
Statua di Carlo Porta, 1862

Alessandro Puttinati, anche Putinati (Verona, 26 agosto 1801 – Milano, 1º luglio 1872), è stato uno scultore italiano.

## Biografia
Figlio dell’incisore e medaglista Francesco, dopo gli studi a Brera con Camillo Pacetti, fu allievo e seguace dello scultore danese Bertel Thorvaldsen a Roma.
Nel 1823 vinse a Milano, dove si era trasferito, il premio del Concorso Governativo di Scultura col gruppo in terracotta Apollo che sorregge il morto Giacinto (ora alla Galleria d'Arte Moderna). Specializzatosi in piccoli ritratti a figura intera con soggetto artisti e letterati (d'Azeglio, Hayez, Molteni, Rajberti), in cui si evidenzia uno spiccato gusto verista, dal 1824 al 1837 fu attivo nella Fabbrica del Duomo per la quale eseguì sette statue e nel cantiere dell'Arco della Pace.
Nelle opere presentate a Brera dal 1841 al 1847, oltre ai busti-ritratto e ad opere di soggetto religioso, affrontò anche tematiche romantiche di suggestione letteraria e storica (Masaniello) mentre nelle successive, dal 1851 al 1859, subì maggiormente il riflesso del clima culturale allora coevo (Bagnanti, Putti).
Fu l'autore della prima opera dedicata a Garibaldi ancora in vita, posizionata nel 1867 a Luino.
In rapporti di cordiale amicizia con Balzac (che gli dedicò il brano La Vengeance), Puttinati fu anche celebre creatore di statuette da scrivania e da camino raffiguranti i più noti personaggi dei salotti milanesi di metà Ottocento.
Puttinati è sepolto al Cimitero Monumentale di Milano.

## Esposizioni
Oltre ad aver spedito opere a diverse esposizioni, partecipò:
- 1843: Londra (Cupido)
- 1851: Londra (Preghiera); Promotrice delle Belle Arti, Torino (Madonna col bambino, bassorilievo in marmo)
- 1863: inviò sue opere ad un'esposizione viennese
- 1872: Milano (Paolo e Francesca).

## Opere
Oltre a quelle citate:
- Paolo e Francesca, 1846, Galleria d'Arte Moderna di Milano
- Masaniello, 1846, Galleria d'Arte Moderna di Milano[11]
- Ritratto di Luigia Ceriani Gargantini, 1853-1857[12]
- Monumento a Carlo Porta, 1862,[13] Giardini di Porta Venezia, distrutto durante i bombardamenti del '43.[14][15][16]
- Monumento a Garibaldi, 1867, Luino
- Monumento Bononi Cereda, Cimitero monumentale di Milano[17]
- Massimo d'Azeglio, gesso, Galleria Civica d'Arte Moderna e Contemporanea
- Statue di San Carlo e di Sant'Ambrogio, 1842, San Simpliciano[18][9]
- Pastorello[9]
- Tristezza[9]

Sue anche le statue raffiguranti i principali navigatori italiani, Marco Polo, Cristoforo Colombo, Amerigo Vespucci e Flavio Gioia che ornavano il vestibolo della demolita Galleria De Cristoforis.

## Galleria d'immagini

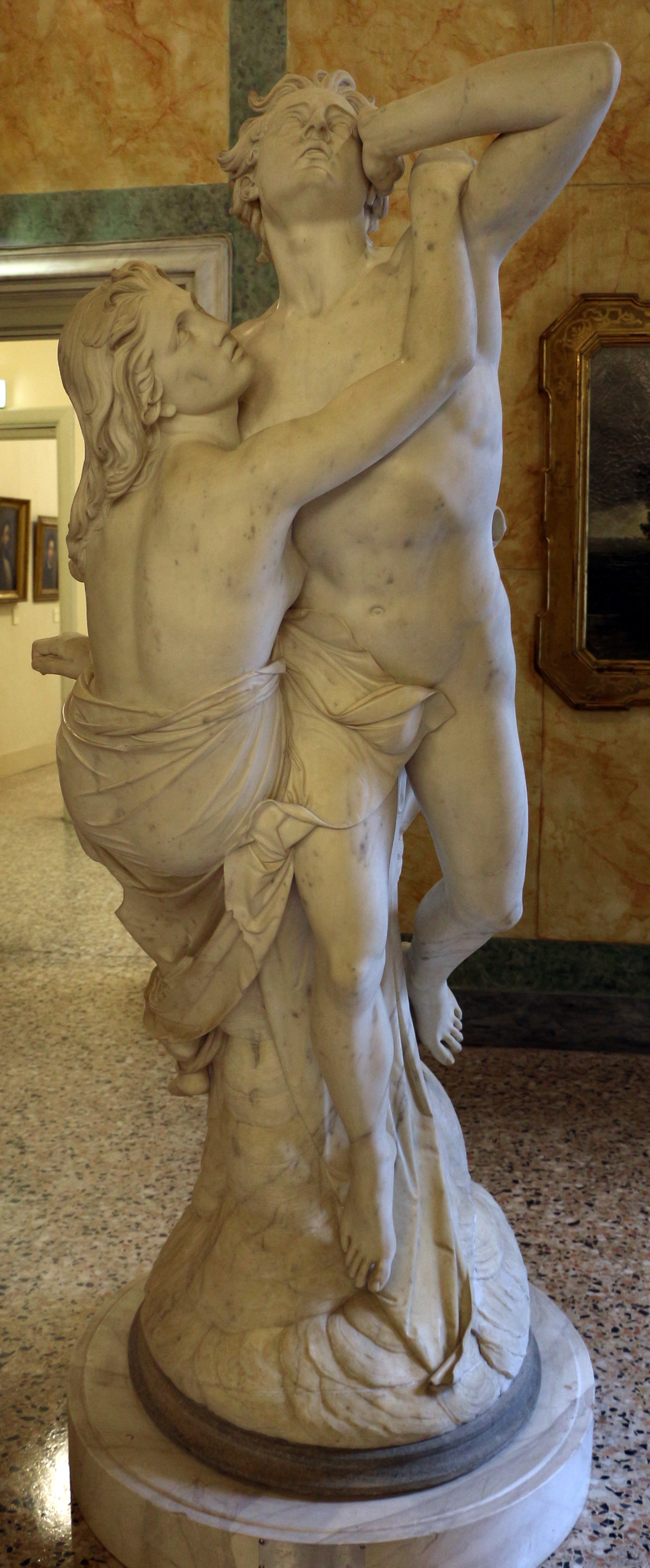
Paolo e Francesca, 1863
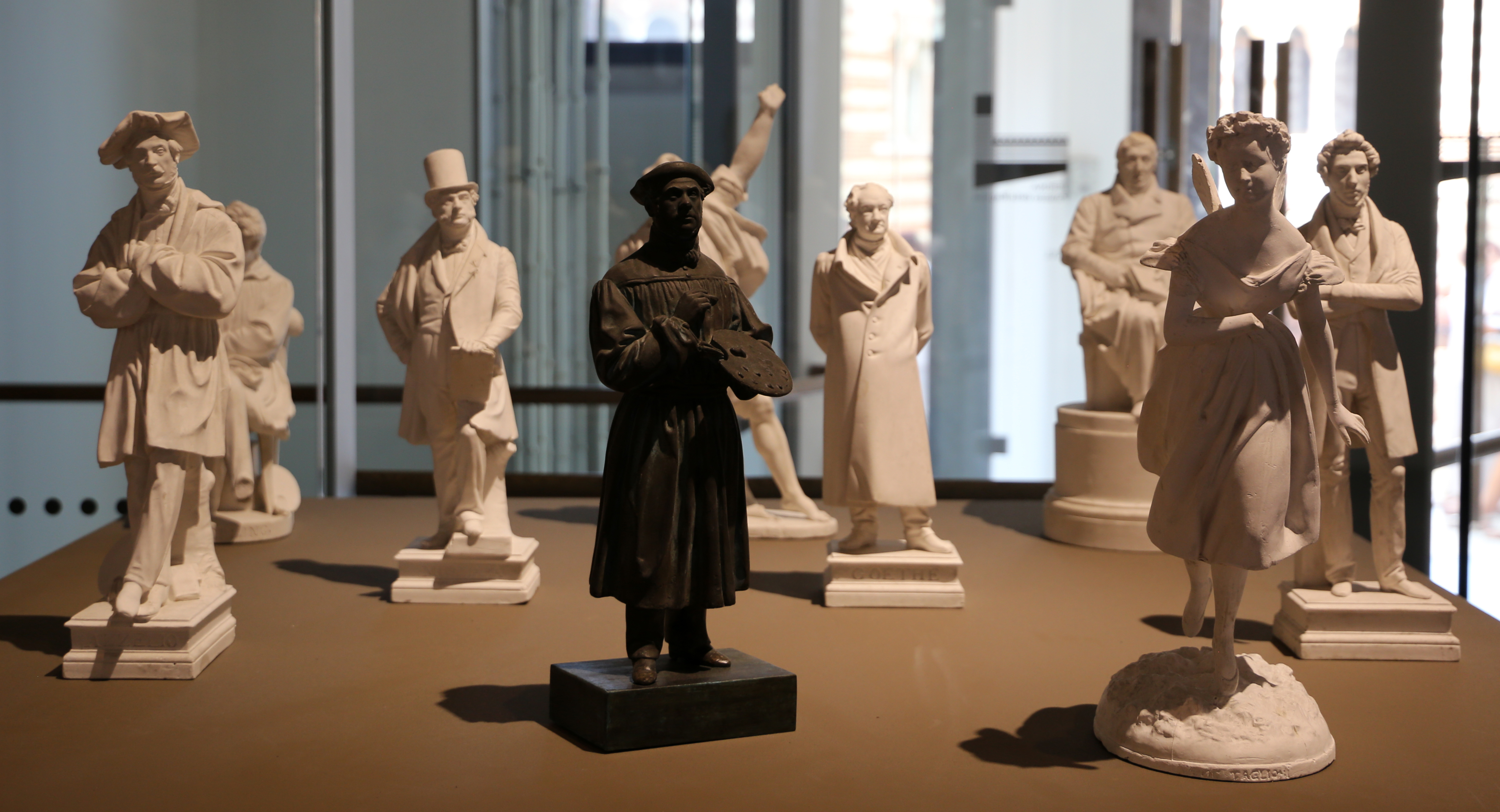
Collezione di piccoli gessi, 1836-1850 circa
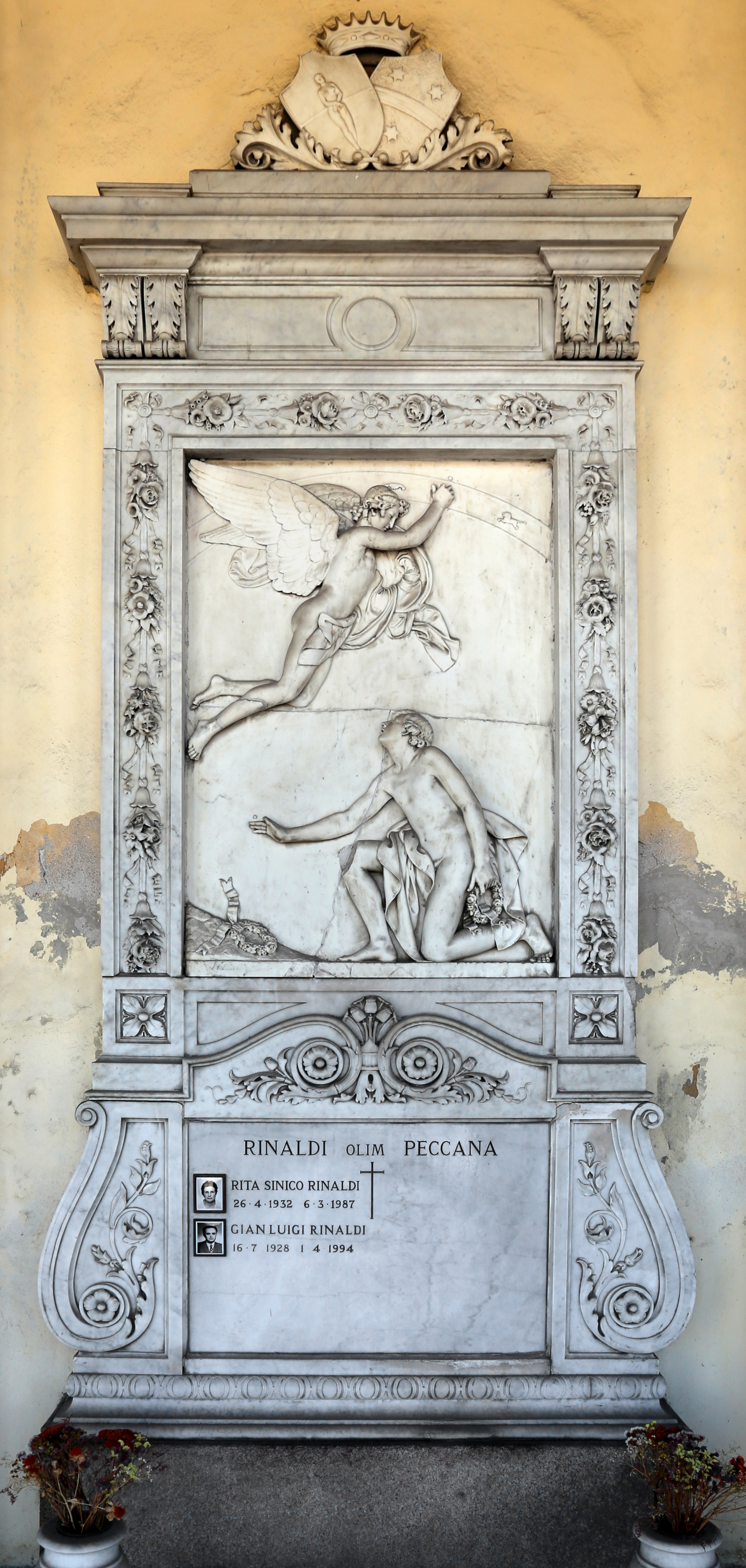
Monumento Peccana, 1854
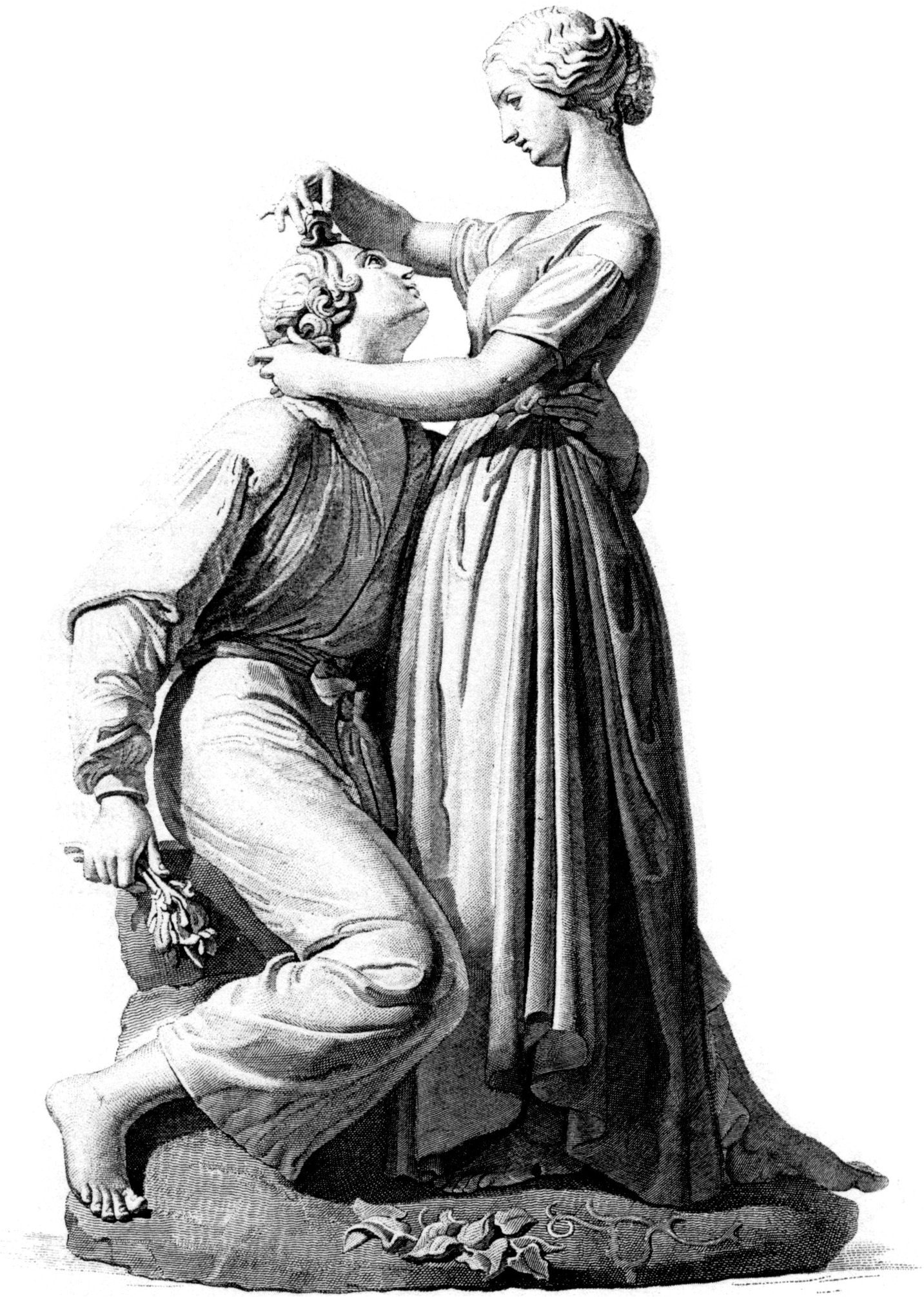
Paolo e Virginia, 1845